# Hryhorij Kompanijez
Hryhorij Issakowytsch Kompanijez (ukrainisch Григорій Ісакович Компані́єць; * 16. März 1881 in Poltawa; † 16. Januar 1959 in Kiew) war ein jüdischer ukrainischer Komponist, Chordirigent und Pädagoge. Er war Mitglied des Verbands der Komponisten der Ukrainischen Sowjetrepublik.

## Biografie
Als Kind zog seine Familie nach Rostow, wo er im Synagogenchor ausgebildet wurde. Im Jahr 1916 absolvierte er die Petrograder Konservatorium (Klasse für Komposition von Nikolai Sokolow und Jāzeps Vītols). In den Jahren 1904–1905 nahm er in Mailand Gesangsunterricht bei dem Tenor Augusto Brogi. Ab 1906 war er Dirigent von Opern- und Symphonieorchestern. Kompanijez war eine aktive Persönlichkeit in der Gesellschaft für jüdische Volksmusik und führte 1912 die Uraufführung der hebräischen Übersetzung von die Oper Samson et Dalila.
Als musikalischer Leiter des Habimah zog er in den mittleren 1920er Jahren nach Palästina und wurde eine bedeutende Persönlichkeit in der aufstrebenden Musikszene dort. Er gründete ein Kammerorchester in Tel Aviv sowie ein Streichquartett. In den frühen 1930er Jahren kehrte er mit seiner Frau in die UdSSR zurück.
In den Jahren 1932 bis 1934 lehrte er an der Nationalen Universität der Künste Charkiw und leitete gleichzeitig die Musikabteilung des jüdischen Theaters. Ab 1934 unterrichtete er mit Unterbrechungen an der Kiewer Konservatorium, war Professor von 1940 bis 1952. In den Jahren 1941 bis 1943 war er Chormeister im Kulturhaus von Uljanowsk und Leiter der Musikabteilung des Theaters in Nukus, Karakalpakistan SSR. Unter den Schülern von Kompanejez waren u. a. Michail Berdennikow und Boris Tschistjakow.
Er starb am 16. Januar 1959 in Kiew.

## Werk
- Kinderopern:
  - „Schneehütte“ (1939)
  - „Der Wolf und die sieben Zicklein“ (1939; 2. Ausgabe – 1954)
  - „Der Handschuh“ (1940)
  - „Die krumme Ente“ (1946)
- Für Solisten, Chor und Symphonieorchester oder Klavier – „Atlas“ („In den Kampf, Djigit!“, 1942, Text von A. Bykadorov)
- Für Blasorchester – zwei Märsche (1952)
- Für Streichquartett – Quartett (1925, Handschrift verloren. Partitur rekonstruiert von Alon Schab, 2021),[1] „Ukrainischer Tanz“ (1947)
- Für Klavier – Sonate (1925), Natella (1926), Scherzo (1948), zwei Suiten (1952, 1958), Variationen über ein ukrainisches Volkslied (1953)
- Chöre, Kinderlieder, Bearbeitungen von Volksliedern
- Musik für Radiosendungen